# WBS Romania
WBS Romania este o casă de brokeraj din România.
World Brokerage Services (WBS) Romania a fost înființată în 1997, la inițiativa unui grup internațional de traderi activi pe piețele de capital est-europene.
Societatea de brokeraj este condusă de Cristian Sima, fost membru al consiliului de administrație al Bursei de Valori București (BVB).
Cristian Sima este și principalul acționar al WBS, cu o deținere de 36,15% din capital, în timp ce WBS Holding Ltd are o participație de 18,19%.
În anul 2006, WBS a intermediat pe piața românească tranzacții de 6,4 milioane de lei.
În aprilie 2008, WBS Romania deținea circa 1,92% din acțiunile BVB.
În octombrie 2012 proprietarul Cristian Sima a dispărut din Romania, declarînd ulterior, telefonic și în mesaje e-mail, ca a pierdut banii clienților WBS în tranzactii riscante pe burse.  
1. 1 2 3  WBS Romania vinde 10.000 de actiuni BVB, 22 iunie 2009, wall-stret.ro, accesat la 22 iulie 2010
2. ↑  Cristian Sima de la WBS a demisionat din CA al BVB, 3 august 2007, Catalin Ciocan, Ziarul financiar, accesat la 12 octombrie 2014
3. ↑  Cristian Sima a devenit actionarul principal la WBS Romania, 21 aprilie 2008, wall-stret.ro, accesat la 22 iulie 2010